# Remix & Repent
Remix & Repent è il secondo EP del gruppo musicale statunitense Marilyn Manson, pubblicato il 25 novembre 1997 dalla Nothing Records e dalla Interscope Records.
Il disco contiene alcune tracce dell'album precedente registrate dal vivo e altre remixate. Può essere considerato come un'introduzione alla raccolta video Dead to the World.

## Tracce
1. The Horrible People – 5:13 – remix di The Beautiful People
2. The Tourniquet Prosthetic Dance Mix – 4:10 – remix di Tourniquet
3. Dried Up, Tied and Dead to the World (Live in Utica, NY) – 4:25
4. Antichrist Superstar (Live in Hartford, CT) – 5:16
5. Man That You Fear (Acoustic Requiem for Antichrist Superstar) – 5:22

## Formazione
- Marilyn Manson - voce
- Zim Zum - chitarra
- Twiggy Ramirez - basso
- M.W. Gacy - tastiera
- Ginger Fish - batteria